# Смородинка (Саратовская область)
Смородинка — село в Перелюбском районе Саратовской области, административный центр Смородинского муниципального образования (сельского поселения).
Расположено на левом берегу реки Сестры у места впадения в неё реки Смородинки, на расстоянии 35 км от районного центра, села Перелюб.

## История
Основано село в 1847 году. Казённая деревня Смородинка упоминается в Списке населённых мест Российской империи по сведениям за 1859 год. Деревня относилось к Николаевскому уезду Самарской губернии. В деревне проживали 297 мужчин и 278 женщин. В Списке населённых мест Самарской губернии по сведениям за 1889 год значится как село в составе Грачёво-Кустской волости. В селе проживало 913 жителей, за селом числилось 7497 десятин удобной и 1443 десятины неудобной земли, имелись церковь и 5 ветряных мельниц. Согласно переписи 1897 года в селе проживал 991 человек, из них православных - 990
Согласно Списку населённых мест Самарской губернии 1910 года село населяли бывшие государственные крестьяне, русские и малороссы, православные, 665 мужчин и 696 женщин, в селе имелись церковь, земская и церковно-приходская школы, 6 ветряных мельниц.

## Население
Динамика численности населения по годам:
| Годы      | 1859 | 1889 | 1897 | 1910 | 2002 |
| --------- | ---- | ---- | ---- | ---- | ---- |
| Население | 575  | 913  | 911  | 1362 | 526  |

| 2002 | 2010 |
| ---- | ---- |
| 526  | ↘430 |

Национальный состав
Согласно результатам переписи 2002 года русские составляли 53 % населения села.